# Wonderworld (album)
Albums de Uriah Heep
Sweet Freedom
(1973) Return to Fantasy
(1975)
Singles
1. Something or Nothing
Sortie : 10 mai 1974

Wonderworld est le septième album studio du groupe de rock britannique Uriah Heep. Il est sorti le 6 juin 1974 sur le label Bronze Records et fut produit par Gerry Bron.

## Historique
Enregistré de janvier à mars 1974 dans les Studios Musicland à Munich en Allemagne, il sera selon le groupe un des albums le plus difficile à enregistrer, la dépendance aux drogues de Gary Thain, l'alcoolisme de David Byron et les problèmes émotionnels de Ken Hensley seront autant de freins au bon déroulement de l'enregistrement. Néanmoins on peut remarquer que, au niveau des compositions, les musiciens travaillent plus ensemble alors que depuis l'album Look at Yourself, Ken Hensley était le principal compositeur.
Il atteignit la 23e place des charts britanniques et sera certifié disque d'argent au Royaume-Uni. Ailleurs en Europe, il aura un grand succès, 2e place en Autriche, 3e place en Norvège et 7e place en Allemagne. Aux États-Unis, il obtiendra la 38e place du Billboard 200.
Il sera aussi le dernier album du groupe avec le bassiste Gary Thain qui décèdera d'une overdose d'héroïne le 8 décembre 1975. Il sera, au début de l'année 1975, remplacé par John Wetton qui vient de quitter Roxy Music.
Il sera réédité notamment en 1996 avec quatre titres bonus et en 2004 avec six titres bonus.

## Liste des titres
| 1. | Wonderworld             | Ken Hensley                                               | 4:29 |
| 2. | Suicidal Man            | Mick Box, David Byron, Hensley, Lee Kerslake / Gary Thain | 3:38 |
| 3. | The Shadow and the Wind | Hensley                                                   | 4:27 |
| 4. | So Tired                | Box, Byron, Hensley, Kerslake, Thain                      | 4:27 |
| 5. | The Easy Road           | Hensley                                                   | 2:43 |

| 6. | Something or Nothing | Box, Hensley, Thain                  | 2:56 |
| 7. | I Won't Mind         | Box, Byron, Hensley, Kerslake, Thain | 5:59 |
| 8. | We Got We            | Box, Byron, Hensley, Kerslake, Thain | 3:39 |
| 9. | Dreams               | Box, Byron, Hensley                  | 6:10 |

| 10. | What Can I Do (Face b du single "Something or Nothing") | Box, Byron, Kerslake | 3:10 |
| 11. | Dreams (version inédite)                                | Box, Byron, Hensley  | 7:08 |
| 12. | Something or Nothing (version "live" inédite)           | Box, Hensley, Thain  | 3:09 |
| 13. | The Easy Road (version "live" inédite)                  | Hensley              | 2:53 |

| 10. | What Can I Do (Face b du single "Something or Nothing") | Box, Byron, Kerslake                 | 3:10 |
| 11. | Love, Hate and Fear (titre inédit)                      | Box, Byron, Hensley, Kerslake, Thain | 4:29 |
| 12. | Stone's Throw (titre inédit)                            | Box, Byron, Hensley, Kerslake, Thain | 5:36 |
| 13. | Dreams (version rallongée)                              | Box, Byron, Hensley                  | 7:13 |
| 14. | I Won't Mind (version "live")                           | Box, Byron, Hensley, Kerslake, Thain | 5:35 |
| 15. | So Tired (version "live")                               | Box, Byron, Hensley, Kerslake, Thain | 3:29 |

## Musiciens
- David Byron : chant.
- Mick Box : guitares, chœurs.
- Gary Thain : basse.
- Ken Hensley : claviers, guitares, chœurs.
- Lee Kerslake : batterie, percussions.

## Charts & certification

### Album
Charts
| Pays                          | Durée du classement | Meilleur classement | Date            |
| ----------------------------- | ------------------- | ------------------- | --------------- |
| Allemagne (GfK Entertainment) | 5 semaines          | 7e                  | 15 juillet 1974 |
| Autriche (Ö3 Austria Top 40)  | 12 semaines         | 2e                  | 15 août 1974    |
| Canada (RPM)                  | 7 semaines          | 31e                 | 31 août 1974    |
| États-Unis (Billboard 200)    | 15 semaines         | 38e                 | 24 août 1974    |
| Norvège (VG-lista)            | 34 semaines         | 3e                  | 15 juillet 1974 |
| Royaume-Uni (UK Albums Chart) | 3 semaines          | 23e                 | 23 juin 1974    |

Certification
| Pays        | Certification | Ventes   | Date             |
| ----------- | ------------- | -------- | ---------------- |
| Royaume-Uni | Argent        | 60 000 + | 1er février 1976 |

### Single
| Single               | Chart            | Durée du classement | Position | Date            |
| -------------------- | ---------------- | ------------------- | -------- | --------------- |
| Something or Nothing | (Single Top 100) | 1 semaine           | 45e      | 15 juillet 1974 |
| Something or Nothing | (VG-lista)       | 5 semaines          | 6e       | 8 juillet 1974  |